# Rytidosperma erianthum
Rytidosperma erianthum là một loài thực vật có hoa trong họ Hòa thảo. Loài này được (Lindl.) Connor & Edgar miêu tả khoa học đầu tiên năm 1979.